# Hale–Bopp
Hale–Bopp, formellt betecknad C/1995 O1, är en komet som var en av de mest observerade kometerna under 1900-talet. Den kunde ses från jorden med blotta ögat under rekordlånga 18 månader 1996 och 1997, vilket är dubbelt så länge jämfört med det tidigare rekordet av den stora kometen 1811. När den var som ljusast våren 1997 nådde den magnitud 0 och den förblev så ljus under hela två månader. Även om den största ljusstyrkan i sig inte var något rekord så har ingen annan komet varit så ljus så länge.
Kometen var ett viktigt inslag i den amerikanska domedagssekten Heaven's Gate.

## Upptäckt
Kometen upptäcktes av amatörastronomerna Alan Hale och Thomas Bopp, oberoende av varandra, den 23 juli 1995. Alan Hale med sitt teleskop i Cloudcroft, New Mexico, USA och Thomas Bopp med vänner utanför Stanfield, Arizona, USA. Hale–Bopp befann sig då runt en miljard kilometer från solen. Nästan två år senare, den 1 april 1997, nådde kometen sitt perihelium.

## Galleri

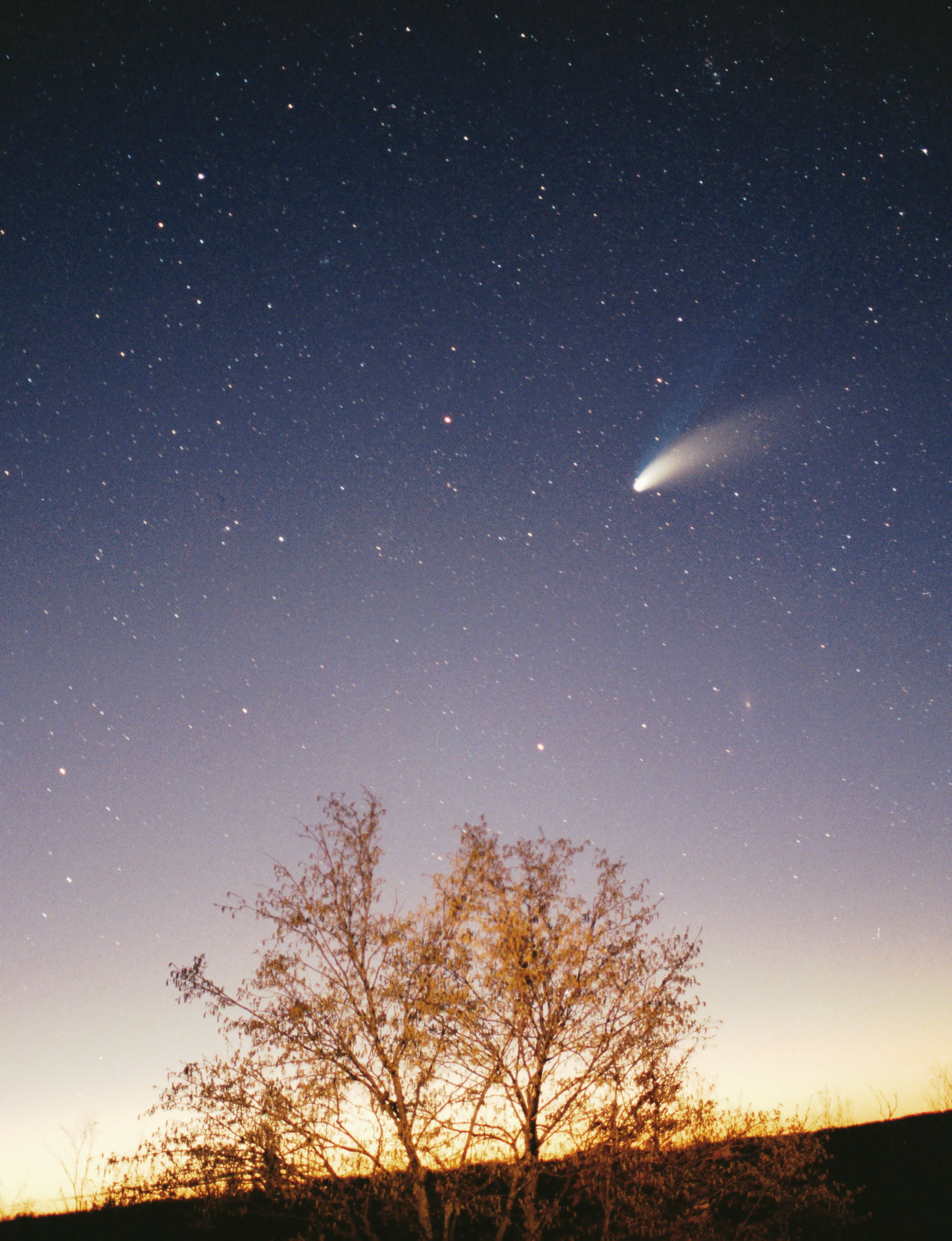
Hale–Bopp sedd från Istrien i Kroatien den 29 mars 1997.
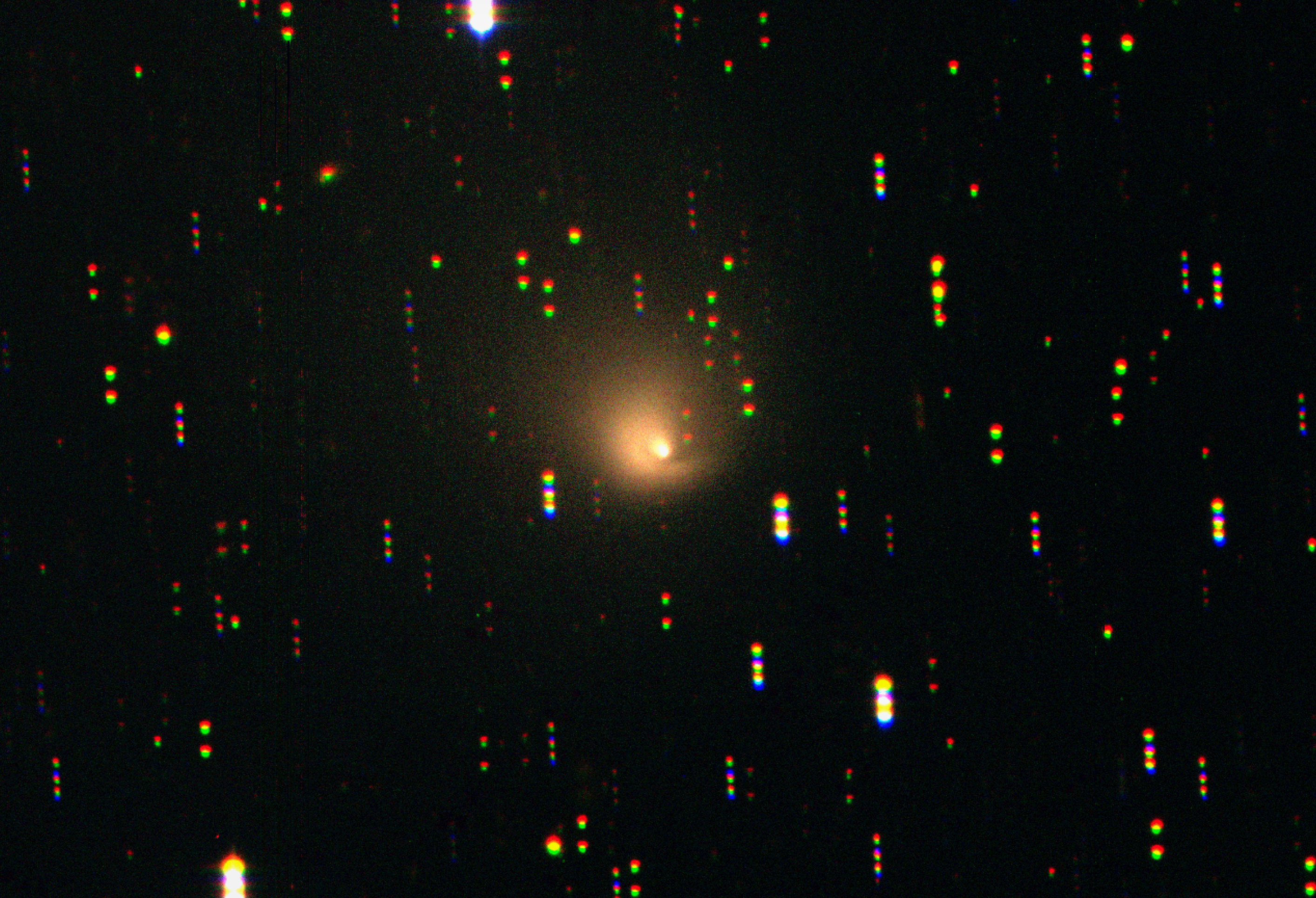
Kometen nära två miljarder kilometer från solen 2001.
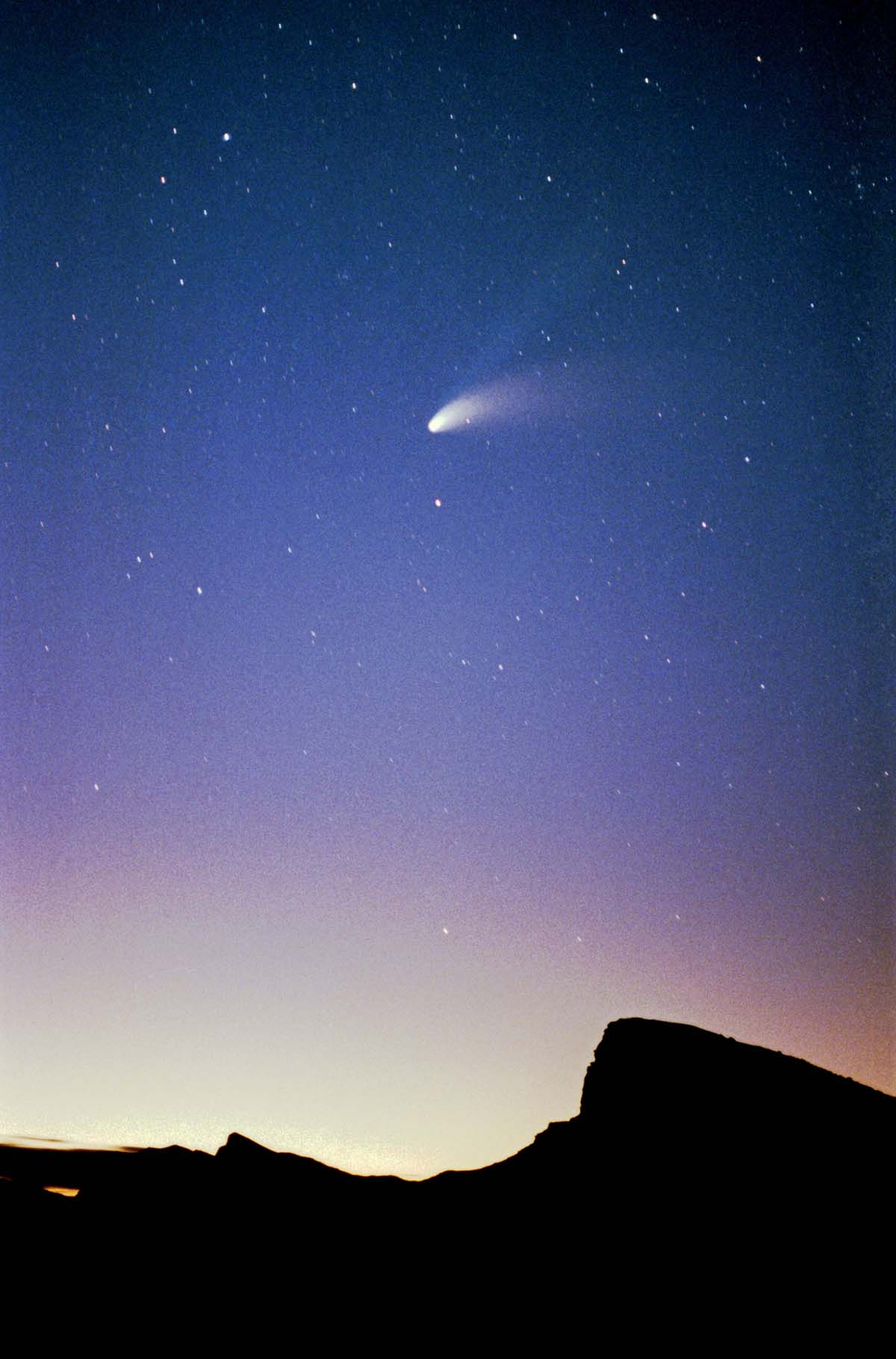
Kometen sedd från Death Valley, USA, 1997.